# Hans
Hans oder Hanns ist ein männlicher Vorname und ein Familienname.

## Herkunft und Bedeutung
Hans ist eine Kurzform des männlichen hebräischen Vornamens Johannes, ist aber als eigenständige Form standesamtlich anerkannt. Er kommt auch als Familienname vor. Er tritt auch in Kombination meist vor anderen Vornamen auf, getrennt geschrieben, zusammen geschrieben oder mit Bindestrich.

## Verbreitung
Hans war ein sehr populärer Jungenvorname in Deutschland: Vom ausgehenden 19. Jahrhundert bis in die 1950er Jahre hinein gehörte er zu den zehn meistvergebenen Vornamen in Deutschland und war dabei nach 1910 oft der am meisten vergebene überhaupt. Hierin sind allerdings auch Doppelnamen wie Hans-Jürgen und Hans-Dieter eingerechnet, die insbesondere nach 1935 verstärkt vorkamen. Seit Ende der 1950er Jahre hat die Popularität des Namens stark abgenommen.
In Österreich gehörte der Name von 1984 bis 1986 noch zu den Top-100, danach ging seine Beliebtheit stetig zurück. Seit 2006 wird der Name nur noch selten vergeben. Der Name zählte in der Schweiz von 1930 bis 1975 dauerhaft zu den 100 beliebtesten Jungennamen. Bis 1953 belegte er sogar stets die Spitzenposition der Hitlisten. Seit den 1980er Jahren ist der Name nur noch mäßig beliebt. Von 1930 bis 2023 wurde er etwa 45.000 Mal vergeben. Die Vergabe ist auch in Liechtenstein nachgewiesen.
Hans ist in Dänemark und Schweden ein geläufiger Name, der besonders von den 1930er bis zu den 1980er Jahren häufiger vergeben wurde. Der Name lag in Norwegen von 1945 bis 1968 in den Top-20 und bis zu den frühen 2000er Jahren durchgehend in den Top-100. Danach ließ seine Beliebtheit nach. Im Jahr 2022 erzielte der Name mit Rang 98 wieder einen Platz in den Top-100.
In den Niederlanden befindet sich der Name seit 1930 fast jährlich in den Hitlisten. Der Name lag bis 1974 durchgehend in den Top-100. Ende der 1980er Jahre hat seine Beliebtheit nachgelassen. Von 1930 bis 2023 wurden rund 26.500 Jungen so genannt. Der Name kommt in Belgien nur hin und wieder in den Hitlisten vor. In Frankreich tauchte der Name von 1900 bis Ende der 1970er Jahre sporadisch in den Top-500 der Hitlisten auf. In Tschechien belegte er im Jahr 1941 Rang 194.
In England ist der Name seit 1996 regelmäßig in den Vornamenscharts anzutreffen. Der Name Hans taucht in Schottland nur sporadisch in der Namensgebung auf. In Irland kommt der Name seit 1964 alljährlich in den Hitlisten vor, jedoch in einem geringen Volumen. Der Vorname wird in Kanada seit 1980 fast jedes Jahr bei der Namenswahl berücksichtigt. In den USA befand sich der Name von 1880 bis zur Jahrtausendwende regelmäßig in den Top-1000.
Auf den Färöern ist Hans der häufigste Name.

## Varianten

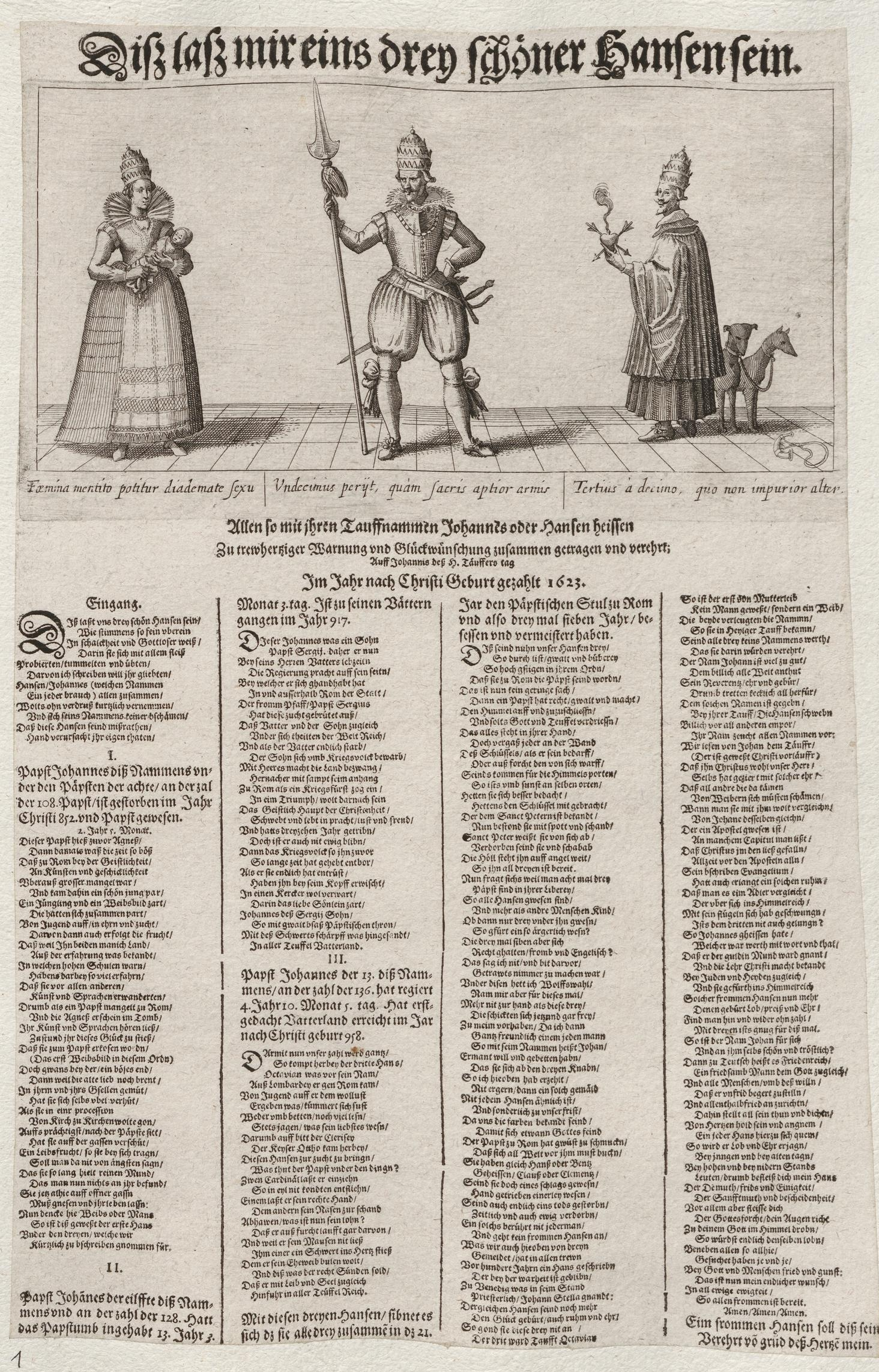
Einblattdruck Diss laß mir eins drey schöner Hansen sein. Allen so mit jhren Tauffnammen Johannes oder Hansen heissen Zu trewherziger Warnung vnd Glückwünschung zusammen getragen vnd verehrt; Auf Johannis deß H. Täuffers tag Im Jahr nach Christi Geburt gezahlt 1623

### Vorname
- Hannes
- Hanns
- Hansi (auch weiblich)
- Hansel, Hansele, Hanserl
- Hänschen, Hännschen, Hänneschen
- Henner
- Hanno
- Hampus

### Familienname
- Hänschen
- Hanselmann
- Hänsel
- Hänselmann
- Hänsch
- Hansen
- Hansson
- Hantz
- Hanz
- Hensch

## Namensträger

### Familienname
- André Hans (* 1963), deutscher Radrennfahrer
- Annie Hans (vor 1880–nach 1902), deutsche Opernsängerin (Sopran)
- Anton Hans (* 1945), deutscher Manager
- Barbara Hans (* 1981), deutsche Journalistin

- Christopher Hans (American Football) (* 1989), deutscher American-Football-Spieler
- Christopher Hans (Wasserballspieler) (* 1995), deutscher Wasserballspieler
- Christopher Kjell Hans (* 1994), deutscher Entertainer, siehe Hans Entertainment
- Claus Hans (1900–1977), deutscher Politiker (NSDAP)
- Cordula Hanns (* 1986), deutsche Schauspielerin, Sängerin und Videokünstlerin
- Heinrich Hans (1914–2003), deutscher Jurist und Richter
- Heinz Hanns (* 1932), deutscher Gewerkschafter (FDGB) und Politiker (SED)
- Ilia Hans (* 1937), deutsche Hochspringerin, siehe Ilia Dieterle
- Ilse Hans (* 1957), österreichische Politikerin (FPÖ)
- Josef Hans (1913–1985), österreichischer Politiker (ÖVP)
- Josephus Gerardus Hans (1826–1891), niederländischer Landschaftsmaler und Lithograf
- Julian Hans (* 1974), deutscher Journalist
- Julius Hans (1845–1931), evangelischer Theologe und Pfarrer
- Karl Hans (1906–1934), deutscher Kommunist und Widerstandskämpfer
- Käsu Hans († 1715), estnischer Dichter
- Kurt Hans (1911–1997), deutscher SS-Hauptsturmführer
- Moritz Hans (* 1996), deutscher Sportkletterer
- Nicholas A. Hans (1988–1969), britischer Erziehungswissenschaftler
- Niklaus Hans (1936–1998), Schweizer Architekt und Verbandsfunktionär
- Oscar Hans (* 1910), deutscher SS-Hauptsturmführer
- Paula Hans (* 1986), deutsche Schauspielerin und Hörspielsprecherin
- Peter Hans (1950–2007), deutscher Politiker
- Rolf Hans (1938–1996), deutscher Maler und Objektkünstler
- Sebastian Hans (* 1987), deutscher Radrennfahrer
- Sigrid Hans († 2017), deutsche Tischtennisspielerin
- Silke Hans (* 1980), deutsche Soziologin und Hochschullehrerin
- Tobias Hans (* 1978), deutscher Politiker (CDU), Ministerpräsident des Saarlandes

### Pseudonym
- Knobloch Hans (Hilda Knobloch; 1880–1960), österreichische Schriftstellerin
- Elenhans (Hans-Jerg Brendlin; 1609–1677), deutscher Aufständischer
- Geigenhans (Johann Georg Strau; 1798–1854), deutscher Geigenbauer und Geiger
- Konstanzer Hans (Johann Baptist Herrenberger; 1759–1793), deutscher Räuber
- Bruder Hans (auch Hans der Bruder), Mariendichter und Mystiker, erwähnt 1391
- Schinderhannes, eigentlich Johannes Bückler (1779–1803), deutscher Räuber

### Fiktive Figuren
- Hänsel und Gretel, Märchen der Brüder Grimm
- Hans im Glück, ebenso
- Hans mein Igel, ebenso
- Der gescheite Hans, ebenso
- Der Eisenhans, ebenso
- Die beiden Hänse, Peter Rosegger, Roman
- Hänsel und Gretel (Oper), Oper von Engelbert Humperdinck
- Hans Sachs (Oper), Oper von Albert Lortzing
- Hans Heiling, Oper von Heinrich Marschner
- Hanns Guck-in-die-Luft, Figur aus dem Struwwelpeter
- Hanswurst, alte Puppenspielrolle, ähnlich dem Kasperle
- Hansdampf in allen Gassen, umgangssprachlich für Tausendsassa

## Orte
- Hans-Insel, Insel im Nordpolarmeer
- Hans (Marne), französische Landgemeinde im Département Marne

## Tiere
- Kluger Hans, individuelles Pferd
- Lachender Hans, Jägerliest, Eisvogel
- Hansi ist ein Name für Wellensittiche und Kanarienvögel

## Hans in der Punjabisprache
Unabhängig von dieser hebräisch-europäischen Etymologie gibt es das Wort „hans“ in der Panjabi-Sprache, wo es „Schwan“ bedeutet. Mit dieser Grundbedeutung kommt es auch als Name vor, z. B. für eine Bevölkerungsgruppe im pakistanischen Punja oder den indischen Sänger Hans Raj Hans.

## Sonstiges
- Der blanke Hans ist ein Synonym für die Sturmflut an der Nordsee, insbesondere an der nordfriesischen Küste.
- Arrivederci Hans war 1968 ein populärer Schlager von Rita Pavone.
- Hans heißt eine bekannte männliche Spielzeug-Puppe von Käthe Kruse.
- Hänschen heißt eine von Chiem van Houweninge in den Schimanski-Tatorten verkörperte Figur.
- Das Hänneschen Theater ist eine traditionelle Puppenbühne in der Kölner Altstadt.
- Der Hans im Glück Verlag ist ein Spieleverlag.
- Dummer Hans, Kinderspiel
- Einmal Hans mit scharfer Soße ist der Titel eines autobiografischen Buches der deutsch-türkischen Journalistin Hatice Aküyn sowie der Titel des gleichnamigen Films von 2013.
- Großer Hans, Mehlspeise
- Hänschen klein, Kinderlied
- Hänschen klein, ging allein ist ein autobiografisches Buch von Hans-Jürgen Massaquoi.
- Hans Beimer († 2018), Spitzname Hansemann, war eine von Joachim Hermann Luger verkörperte Figur in der ARD-Fernsehserie Lindenstraße.
- Als Prozesshansel bezeichnet man umgangssprachlich einen Menschen, der häufig als Kläger in Zivilprozesse verwickelt ist.
- Hansel nennt man auch umgangssprachlich einen charakterlich unzulänglichen Menschen.
- Was Hänschen nicht lernt, lernt Hans nimmer mehr, Sprichwort
- Und der Hans schleicht umher …, Volkslied
- Spannenlanger Hansel, nudeldicke Dirn …, Volkslied
- Aber mei Hans – der kann’s …, Schlager von Josef Niessen und Fred Rauch
- Hans bleib da, Volkslied
- Hans. Illustriertes Spottgedicht. In: Fliegende Blätter. Band 1, Heft 4, S. 31 (1845)
- Schnapphans, Skulptur in Jena
- Karsthans, Reformationsdialog